# آب زهرچکان
آب زهرچکان(نام علمی: Oenanthe pimpinelloides) نام یک گونه از سرده آب‌چکان است. آب زهرچکان  بومی اروپا، خاور میانه، و بخش‌هایی از غرب آسیا و شمال آفریقا است، و آن را در قاره‌های دیگر به عنوان یک گونه معرفی و گاهی اوقات یک علف هرز مضر میشناسند.این یک گیاه چند ساله است که به ارتفاع حداکثر در نزدیکی یک متر رشد می‌کند.آب زهرچکان دارای برگ‌هایی دارای تیغه‌هایی تا 12 تا 10 سانتیمتر  بر روی دمبرگ است. غالبا گیاه در خاک‌های اسیدی رشد می‌کند.